# Anna von Lucam
Anna von Lucam (gebürtig Anna Egger; * 18. Juli 1840 in Wien; † 17. Mai 1921 in Kalksburg) war eine österreichische Sozialarbeiterin und Förderin der Erwerbstätigkeit von Frauen. Sie war Präsidentin des Wiener Frauen-Erwerb-Vereins und dessen Ehrenmitglied.
1862 heiratete Anna Egger den Bankfachmann Carl von Lucam (1826–1907); der Bankier Wilhelm von Lucam (1820–1900) war ihr Schwager. 1866 wurde der Frauen Erwerb-Verein in Wien gegründet.
Sein Ziel war es, die Erwerbstätigkeit von Mädchen und Frauen zu unterstützen. Anna von Lucam wurde 1874 in den Vorstand des Vereins gewählt. 1893 wurde sie Vizepräsidentin, von 1894 bis 1897 stand sie ihm als Präsidentin vor. Sie führte mehr als 20 Jahre die Kasse des Vereins und initiierte die Gründung einer Maschinenstrickschule und der Kochschule.